# Карлацо
Карлацо (итал. Carlazzo) је насеље у Италији у округу Комо, региону Ломбардија.
Према процени из 2011. у насељу је живело 2872 становника. Насеље се налази на надморској висини од 304 м.

## Становништво
| 1936. | 1951. | 1961. | 1971. | 1981. | 1991. | 2001. | 2011. |
| ----- | ----- | ----- | ----- | ----- | ----- | ----- | ----- |
| 1.768 | 1.867 | 1.857 | 2.002 | 2.339 | 2.483 | 2.696 | 2.972 |